# Polje pri Višnji Gori
Polje pri Višnji Gori – wieś w Słowenii, w gminie Ivančna Gorica. W 2018 roku liczyła 16 mieszkańców.